# 堅尼地
堅尼地爵士，GCMG，CB（1809年4月5日—1883年6月3日），舊譯堅彌地（如堅彌地街），是英國派駐香港的第7任港督。

## 任內主要政績
為了改善香港的治安，堅尼地提出增加警察薪金，改善工作環境。堅尼地並且提出擴大華人警隊，但這個決定受到當時的英國警務官員質疑。最終堅尼地成功擴大華人警隊。改善了香港的治安。

## 逝世
在擔任香港總督後，堅尼地於1877年7月被指派到昆士蘭擔任總督。退位後，堅尼地乘搭東方號歸國時，在1883年6月3日停靠亞丁時，在紅海上逝世。遺體很快便以海葬形式安葬在海上。

## 以堅尼地命名的地方
- 堅尼地道
- 堅尼地道站
- 堅彌地街
- 堅尼地城
- 堅尼地城站
- 堅彌地城海旁
- 堅彌地城新海旁